# Себастьян Свідерський
Себастьян Свідерський (пол. Sebastian Świderski; нар. 26 червня 1977, Сквежина) — польський волейбольний функціонер, колишній волейболіст і тренер. Голова Польської федерації волейболу.

## Життєпис
Народжений 26 червня 1977 року в м. Сквежина.
Кар'єра гравця тривала від 1996 до 2012 року; зіграв 322 матчі за збірну Польщі. Виступав у клубах «Зніч» (Znicz) і «Стільон» (Stilon, 1995—2000, обидвоє — з Гожева-Великопольського), «Мостосталь» (Кендзежин-Козьле, 2000—2003), «Перуджа Воллей» (2003—2007), «Лубе Банка Мачерата» (2007—2010), ЗАКСА (2010—2012).
Після завершення кар'єри від 2012 року був членом тренерського штабу клубу ЗАКСА, перед початком сезону 2013—2014 очолив головну команду, замінивши Данієля Кастеллані.
У 2015 році став головою правління клубу ЗАКСА.
У вересні 2021 року обраний новим президентом Польської федерації волейболу: був єдиним кандидатом, оскільки Ришард Чарнецький і колишній очільник Яцек Каспшик (очолював від 2016 року) знялися з виборів у день звітно-виборчої конференції.
Обіцяв покинути посаду президента клубу ЗАКСА у випадку обрання президентом ПФВ, але в грудні 2021 обіймав дві посади.

## Досягнення

### Гравець
У збірній
- срібний призер чемпіонату світу-2006.

У клубах
- Чемпіон Польщі: 2000, 2001, 2002
- Володар Кубка Польщі: 2000, 2001, 2002
- Володар Кубка Італії: 2008, 2009
- Володар Суперкубка Італії 2009

### Голова клубу
- переможець Ліги чемпіонів ЄКВ 2021

### Голова ПФВ
- Срібні нагороди збірної Польщі на першості світу 2022